# Anton Terekhov
Bản mẫu:Eastern Slavic name
Anton Andreyevich Terekhov (tiếng Nga: Антон Андреевич Терехов; sinh ngày 30 tháng 1 năm 1998) là một cầu thủ bóng đá người Nga thi đấu ở vị trí tiền vệ chạy cánh phải cho Dynamo Moskva.

## Sự nghiệp câu lạc bộ
Anh có màn ra mắt tại Giải bóng đá ngoại hạng Nga cho Dynamo Moskva vào ngày 17 tháng 4 năm 2016 trong trận đấu với Krylia Sovetov Samara.

### Thống kê sự nghiệp
Tính đến 13 tháng 5 năm 2018
| Câu lạc bộ           | Mùa giải            | Giải vô địch        | Giải vô địch | Giải vô địch | Cúp     | Cúp       | Châu lục | Châu lục  | Tổng cộng | Tổng cộng |
| Câu lạc bộ           | Mùa giải            | Hạng đấu            | Số trận      | Bàn thắng    | Số trận | Bàn thắng | Số trận  | Bàn thắng | Số trận   | Bàn thắng |
| -------------------- | ------------------- | ------------------- | ------------ | ------------ | ------- | --------- | -------- | --------- | --------- | --------- |
| F.K. Dynamo Moskva   | 2015–16             | Premier League      | 4            | 0            | 0       | 0         | –        | –         | 4         | 0         |
| F.K. Dynamo Moskva   | 2016–17             | National League     | 3            | 0            | 1       | 0         | –        | –         | 4         | 0         |
| F.K. Dynamo-2 Moskva | 2016–17             | Professional League | 6            | 2            | –       | –         | –        | –         | 6         | 2         |
| F.K. Dynamo Moskva   | 2017–18             | Premier League      | 4            | 1            | 0       | 0         | –        | –         | 4         | 1         |
| F.K. Dynamo Moskva   | Tổng cộng           | Tổng cộng           | 11           | 1            | 1       | 0         | 0        | 0         | 12        | 1         |
| Tổng cộng sự nghiệp  | Tổng cộng sự nghiệp | Tổng cộng sự nghiệp | 17           | 3            | 1       | 0         | 0        | 0         | 18        | 3         |